# Renee Flavell
Renee Kimberly Flavell (* 28. März 1982 in Auckland) ist eine neuseeländische Badmintonspielerin. 

## Karriere
Renee Flavell nahm 2008 im Mixed an Olympia teil. Sie verlor dabei in Runde eins und wurde somit 9. in der Endabrechnung. Bei den Ozeanienmeisterschaften gewann sie 2006 zweimal Bronze und einmal Silber und 2008 zweimal Silber. 2007 siegte sie bei den Australian Open.

## Sportliche Erfolge
| Saison | Veranstaltung           | Disziplin   | Platz | Name                            |
| ------ | ----------------------- | ----------- | ----- | ------------------------------- |
| 1999   | Auckland International  | Mixed       | 2     | Daniel Shirley / Renee Flavell  |
| 2000   | Auckland International  | Damendoppel | 3     | Renee Flavell / Gabriel Shirley |
| 2000   | Auckland International  | Mixed       | 3     | Justin Keen / Renee Flavell     |
| 2002   | Auckland International  | Dameneinzel | 2     | Renee Flavell                   |
| 2002   | Auckland International  | Damendoppel | 3     | Renee Flavell / Rachel Hindley  |
| 2002   | Auckland International  | Mixed       | 3     | Craig Cooper / Renee Flavell    |
| 2005   | Australian Open         | Damendoppel | 2     | Lianne Shirley / Renee Flavell  |
| 2006   | Victorian International | Damendoppel | 1     | Donna Cranston / Renee Flavell  |
| 2006   | Ozeanienmeisterschaft   | Damendoppel | 3     | Renee Flavell / Donna Cranston  |
| 2006   | Ozeanienmeisterschaft   | Mixed       | 3     | Craig Cooper / Renee Flavell    |
| 2006   | Ozeanienmeisterschaft   | Dameneinzel | 2     | Renee Flavell                   |
| 2006   | Victorian International | Mixed       | 1     | Daniel Shirley / Renee Flavell  |
| 2006   | Australian Open         | Mixed       | 2     | Renee Flavell / Craig Cooper    |
| 2007   | Victorian International | Damendoppel | 2     | Renee Flavell / Donna Cranston  |
| 2007   | Samoa Future Series     | Mixed       | 1     | Craig Cooper / Renee Flavell    |
| 2007   | Victorian International | Mixed       | 1     | Craig Cooper / Renee Flavell    |
| 2007   | Samoa Future Series     | Damendoppel | 2     | Renee Flavell / Michelle Chan   |
| 2007   | Fiji International      | Mixed       | 1     | Craig Cooper / Renee Flavell    |
| 2007   | Samoa Future Series     | Dameneinzel | 2     | Renee Flavell                   |
| 2007   | Fiji International      | Damendoppel | 1     | Renee Flavell / Michelle Chan   |
| 2007   | Australian Open         | Mixed       | 1     | Craig Cooper / Renee Flavell    |
| 2008   | Ozeanienmeisterschaft   | Mixed       | 2     | Craig Cooper / Renee Flavell    |
| 2008   | Ozeanienmeisterschaft   | Damendoppel | 2     | Renee Flavell / Donna Cranston  |
| 2008   | New Zealand Open        | Damendoppel | 3     | Renee Flavell / Rachel Hindley  |
| 2008   | Olympia                 | Mixed       | 9     | Craig Cooper / Renee Flavell    |